# بو بايدن
جوزيف روبينيت "بو" بايدن الثالث (3 فبراير 1969 - 30 مايو 2015)، سياسي أمريكي ومحامي وضابط في هيئة المحامين العامين بالجيش من ويلمنجتون، ديلاوير. وهو الابن الأكبر للرئيس جو بايدن (الذي كان نائبًا للرئيس وقت وفاة ابنه) ونيليا هانتر بايدن، شغل منصب المدعي العام الرابع والأربعين لولاية ديلاوير من عام 2007 إلى عام 2015، وكان رائدًا في الحرس الوطني لجيش ديلاوير في حرب العراق. توفي بسبب ورم أرومي دبقي عن عمر يناهز 46 عامًا في عام 2015، وكان في ذلك الوقت مرشحًا لترشيح الحزب الديمقراطي لمنصب حاكم ديلاوير في انتخابات حاكم الولاية عام 2016. تم تسمية جزء من قانون علاجات القرن الحادي والعشرين (2016) باسم مبادرة "بو بايدن يستعد لمحاربة السرطان" باسمه.

## وصلات خارجية
- بو بايدن على موقع IMDb (الإنجليزية)
- بو بايدن على موقع إن إن دي بي (الإنجليزية)
- بو بايدن على موقع قاعدة بيانات الفيلم (الإنجليزية)
- بو بايدن على موقع كينوبويسك (الروسية)

لا توجد روابط لمواقع التواصل الاجتماعي.